# Liên hoan phim quốc tế Hà Nội lần thứ 6
Liên hoan phim quốc tế Hà Nội lần thứ 6 là sự kiện điện ảnh thứ sáu của Liên hoan phim quốc tế Hà Nội với khẩu hiệu "Điện ảnh – Nhân văn, thích ứng và phát triển". Vốn được dự định tổ chức vào cuối năm 2020, nhưng do những ảnh hưởng của đại dịch COVID-19 tại Việt Nam, sự kiện đã phải lùi lại tới năm 2022. Liên hoan phim khai mạc vào ngày 8 tháng 11 năm 2022 và bế mạc vào ngày 12 tháng 11 cùng năm tại Cung Văn hóa Lao động Hữu nghị Việt Xô. Tham dự liên hoan phim có 123 bộ phim tuyển chọn từ 56 quốc gia, vùng lãnh thổ và được chiếu tại ba cụm rạp gồm Trung tâm Chiếu phim Quốc gia, CGV Vincom Nguyễn Chí Thanh và BHD Star Cinema Vincom Phạm Ngọc Thạch. Hạng mục phim dự thi gồm 11 phim dài và 20 phim ngắn, trong đó tác phẩm điện ảnh duy nhất của Việt Nam tranh giải là Hoa nhài do Đặng Nhật Minh đạo diễn. Ngoài ra, liên hoan phim cũng công chiếu 7 phim điện ảnh trong chương trình Tiêu điểm điện ảnh Hàn Quốc, 63 phim trong chương trình Phim dài toàn cảnh và 22 phim Việt Nam đương đại.

## Tổ chức
Liên hoan phim quốc tế Hà Nội lần thứ 6 ban đầu được dự kiến tổ chức từ ngày 4 tháng 11 năm 2020 tới ngày 8 tháng 11 năm 2020, tuy nhiên đã phải lùi lại tới năm 2022 do những ảnh hưởng của đại dịch COVID-19 tại Việt Nam. Ngày 18 tháng 7 năm 2022, Bộ Văn hóa, Thể thao và Du lịch Việt Nam đưa ra thông báo xác nhận Liên hoan phim sẽ được tổ chức từ ngày 8 tháng 11 tới ngày 12 tháng 11 năm 2022.
Buổi họp báo giới thiệu Liên hoan phim quốc tế Hà Nội được diễn ra vào ngày 20 tháng 10 năm 2022, qua đó xác nhận sẽ có 123 tác phẩm từ hơn 50 quốc gia được trình chiếu tại liên hoan phim, trong đó bao gồm 11 phim dài dự thi và 20 phim ngắn dự thi. Đại diện phim điện ảnh duy nhất của Việt Nam tham gia tranh giải ở hạng mục Phim dài dự thi là Hoa nhài (2022) – một dự án kinh phí thấp của đạo diễn Đặng Nhật Minh. Các hạng mục giải thưởng chính được giữ nguyên so với các kỳ liên hoan phim trước gồm Phim xuất sắc nhất, Đạo diễn xuất sắc nhất, Diễn viên nam chính xuất sắc nhất và Diễn viên nữ chính xuất sắc nhất ở hai thể loại phim dài và phim ngắn. Các tác phẩm tham gia liên hoan phim được công chiếu miễn phí tại ba địa điểm là Trung tâm Chiếu phim Quốc gia, CGV Vincom Nguyễn Chí Thanh và BHD Star Cinema Vincom Phạm Ngọc Thạch.
Buổi khai mạc Liên hoan phim quốc tế Hà Nội lần thứ 6 được tổ chức tại Cung Văn hóa Lao động Hữu nghị Việt Xô vào tối ngày 8 tháng 11 năm 2022 và kéo dài 45 phút – vốn là một sự rút gọn cả về thời lượng lẫn nội dung so với các kỳ liên hoan phim trước. Buổi chiếu phim mở màn được diễn ra trước đó vào buổi chiều cùng ngày, với tác phẩm được lựa chọn công chiếu là Hoa nhài.

## Chương trình

### Phim khai mạc và bế mạc
| Tựa đề tiếng Việt | Tựa đề tiếng Anh | Đạo diễn       | Quốc gia | Ghi chú       |
| ----------------- | ---------------- | -------------- | -------- | ------------- |
| Hoa nhài          | Jasmine          | Đặng Nhật Minh | Việt Nam | Phim khai mạc |
| Chiếc hộp         | The Box          | Lorenzo Vigas  | México   | Phim bế mạc   |

### Phim dài dự thi
11 phim được chọn để tranh giải thưởng chính thức ở hạng mục Phim dài dự thi:
Tựa đề bôi đậm chỉ tác phẩm thắng giải
| Tựa đề tiếng Việt               | Tựa đề tiếng Anh         | Đạo diễn            | Quốc gia                |
| ------------------------------- | ------------------------ | ------------------- | ----------------------- |
| Bóng tối                        | Darkfall                 | Cho Wut Yee         | Myanmar                 |
| Ghép tủy                        | Bone Marrow              | Hamid Reza Ghorbani | Iran                    |
| Hãy vượt lên                    | Ride Above               | Christian Doguay    | Pháp                    |
| Hoa nhài                        | Jasmine                  | Đặng Nhật Minh      | Việt Nam                |
| Kẻ phản diện                    | The Villain              | Adolfo B. Alix, Jr. | Philippines             |
| Maariya: Thiên thần của biển cả | Maariya: The Ocean Angel | Aruna Jayawardana   | Sri Lanka               |
| Nàng Zere                       | Zere                     | Dauren Kamshibayev  | Kazakhstan              |
| Người phụ nữ trên tầng áp mái   | Woman on the Roof        | Anna Jadowska       | Ba Lan, Thụy Điển, Pháp |
| Paloma                          | Paloma                   | Marcelo Gomes       | Brazil, Ba Lan          |
| Sai lầm của chúng ta            | What Went Wrong?         | Liliana Torres      | Tây Ban Nha, México     |
| Trong sương mù                  | In the Mist              | Indrasis Acharya    | Ấn Độ                   |

### Phim ngắn dự thi
20 phim ngắn được chọn để công chiếu chính thức ở hạng mục Phim ngắn dự thi, chia thành 7 chùm phim ngắn:
Tựa đề bôi đậm chỉ tác phẩm thắng giải
Chùm phim ngắn dự thi 1:
- Thế giới ngôn ngữ ký hiệu / The World of Sign Language (Việt Nam)
- Suối nhạc giữa đại ngàn Tây Nguyên / Tay Nguyen Who Breathes Life Into Music (Việt Nam)
- Cái nhìn / The Look (Việt Nam)
- Khúc gỗ mục / A Rotten Log (Việt Nam)

Chùm phim ngắn dự thi 2:
- Ánh sáng của con / The Light of the Child (Việt Nam)
- Nỗi đau da cam / Orange Pain (Việt Nam)
- Bà của Đỗ Đỏ / Do Do's Grand Mother (Việt Nam)

Chùm phim ngắn dự thi 3:
- Những người kể chuyện phố cổ Hà Nội / Hanoi Old Street Storytellers (Việt Nam)
- Cuộc sống tuyệt đẹp / Beautiful Life (Việt Nam)
- Khu rừng của Páo / Pao's Forest (Việt Nam)
- Những sắc màu vũ điệu / Dancing Colors (Indonesia)

Chùm phim ngắn dự thi 4:
- Vụ tai nạn / The Accident (Israel)
- Cirilo / Cirilo (México)
- Những bánh xe buýt / Wheels on the Bus (Nepal)
- Những miền ký ức / Hallways of Memories (Nga)

Chùm phim ngắn dự thi 5:
- Xoay vòng / Spiral (Phần Lan)
- Mặt Trăng bị đánh cắp / Stolen Moon (Ukraine)
- Điều phải đến sẽ đến / Foward Drive (Sri Lanka)

Chùm phim ngắn dự thi 6:
- Công dân hạng nhất / First Class Citizen (Thụy Điển)

Chùm phim ngắn dự thi 7:
- Trong ngôi nhà cha tôi / In my Father's House (Philippines)

### Phim dài toàn cảnh
29 phim được chọn để công chiếu chính thức ở hạng mục Phim dài toàn cảnh:
| Tựa đề tiếng Việt                           | Tựa đề tiếng Anh                               | Đạo diễn                | Quốc gia          |
| ------------------------------------------- | ---------------------------------------------- | ----------------------- | ----------------- |
| 107 bà mẹ                                   | 107 Mothers                                    | Peter Kerekes           | Slovakia          |
| Amparo                                      | Amparo                                         | Simón Mesa Soto         | Colombia          |
| Aruna Vasudev: Người mẹ của điện ảnh châu Á | Aruna Vasudev: Mother of Asian Cinema          | Supriya Suri            | Ấn Độ             |
| Bài ca cuối đời của thuyền trưởng           | Coda for a Captain                             | Keren Alexander         | Israel            |
| Bài ca vọng về tương lai                    | The Cow Who Sang a Song Into the Future        | Francisca Alegria       | Chile             |
| Bóng trăng                                  | Moonlight Shadow                               | Edmund Yeo              | Nhật Bản          |
| Chiếc hộp                                   | The Box                                        | Lorenzo Vigas           | México            |
| Chiếc thuyền Luzzu                          | Luzzu                                          | Alex Camilleri          | Malta             |
| Cô gái Chnchik                              | Chnchik                                        | Aram Shahbazyan         | Armenia           |
| Dịu dàng                                    | Gentle                                         | László Csuja Anna Nemes | Hungary           |
| Giấc mộng tan vỡ                            | Atlantide                                      | Yuri Ancarani           | Ý                 |
| Hạnh phúc                                   | Happiness                                      | Askar Uzabayev          | Kazakhstan        |
| Hành trình hiểm nguy                        | Arisaka                                        | Mikhail Red             | Philippines       |
| Hồ Falcon                                   | Falcon Lake                                    | Charlotte Le Bon        | Canada, Pháp      |
| Kẻ chủ mưu                                  | Killing the Eunuch Khan                        | Abed Abest              | Iran              |
| Lằn ranh                                    | The Line                                       | Ursula Meier            | Pháp, Thụy Sĩ     |
| Màn đêm không tĩnh lặng                     | The Dog Didn't Sleep Last Night                | Ramin Rasouli           | Afghanistan, Iran |
| Một đêm ở Kathmandu                         | One Night in Kathmandu                         | Mohan Rai               | Nepal             |
| Năm 1976                                    | 1976                                           | Manuela Martelli        | Chile, Arghentina |
| Ngư hoa đường                               | Virgin Blue                                    | Xiaoyu Niu              | Trung Quốc        |
| Nhà trắng                                   | White Building                                 | Kavich Neang            | Campuchia         |
| Nhật ký ngày hư ảo                          | Far Away Eyes                                  | Chin-Hong Wang          | Đài Loan          |
| Những điều chưa thấy                        | Scene Unseen                                   | Abdul Nizam             | Singapore         |
| Những ngày thiêu đốt                        | Burning Days                                   | Emin Alper              | Thổ Nhĩ Kỳ        |
| Pedro                                       | Pedro                                          | Natesh Hegde            | Ấn Độ             |
| Phép màu                                    | Miracle                                        | Bogdan George Apetri    | Romania           |
| Tình bạn                                    | Close                                          | Lukas Dhont             | Bỉ                |
| Vợ người chăn bò: Huyền thoại Molly Johnson | The Drover's Wife: The Legend of Molly Johnson | Leah Purcell            | Úc                |
| Xu hướng John Denver                        | John Denver Trending                           | Arden Rod Condez        | Philippines       |

### Phim ngắn toàn cảnh
34 phim ngắn được chọn để công chiếu chính thức ở hạng mục Phim ngắn toàn cảnh, chia thành 8 chùm phim ngắn:

### Tiêu điểm điện ảnh Hàn Quốc
7 phim được chọn để công chiếu chính thức ở hạng mục Tiêu điểm điện ảnh Hàn Quốc:
| Tựa đề tiếng Việt           | Tựa đề tiếng Anh     | Đạo diễn          | Quốc gia |
| --------------------------- | -------------------- | ----------------- | -------- |
| Bộ phim của tiểu thuyết gia | The Novelist's Film  | Hong Sang-soo     | Hàn Quốc |
| Khoảnh khắc mùa hè          | Once in a Summer     | Joh Keun-shik     | Hàn Quốc |
| Người môi giới              | Broker               | Kore-eda Hirokazu | Hàn Quốc |
| Quyết tâm chia tay          | Decision to Leave    | Park Chan-wook    | Hàn Quốc |
| Thi ca                      | Poetry               | Lee Chang-dong    | Hàn Quốc |
| Thiêu đốt                   | Burning              | Lee Chang-dong    | Hàn Quốc |
| Tổ của chim ruồi            | House of Hummingbird | Kim Bora          | Hàn Quốc |

### Phim Việt Nam đương đại
22 phim được chọn để công chiếu chính thức ở hạng mục Phim Việt Nam đương đại:
| Tựa đề tiếng Việt                  | Tựa đề tiếng Anh                    | Đạo diễn                | Quốc gia |
| ---------------------------------- | ----------------------------------- | ----------------------- | -------- |
| 1990                               | 1990                                | Nhất Trung              | Việt Nam |
| Bố già                             | Daddy, I'm Sorry                    | Trấn Thành Vũ Ngọc Đãng | Việt Nam |
| Chị Mười Ba: 3 ngày sinh tử        | 13rd Sister: Three Deadly Days      | Võ Thanh Hòa            | Việt Nam |
| Cơn giông                          | The Storm                           | Trần Ngọc Phong         | Việt Nam |
| Đêm tối rực rỡ!                    | The Brilliant Darkness!             | Aaron Toronto           | Việt Nam |
| Em và Trịnh                        | Em & Trinh                          | Phan Gia Nhật Linh      | Việt Nam |
| Hai bàn tay                        | Two Hands                           | Đặng Thị Linh           | Việt Nam |
| Kẻ đào mồ                          | Grave Digger                        | Công Hậu                | Việt Nam |
| Kẻ thứ ba                          | The Third Person                    | Park Hee Jun            | Việt Nam |
| Kế hoạch Bee                       | Plan Bee                            | Fabrice Poirier         | Việt Nam |
| Kiều                               | Kieu                                | Mai Thu Huyền           | Việt Nam |
| Lính chiến                         | Commandos                           |                         | Việt Nam |
| Maika: Cô bé đến từ hành tinh khác | Maika: The Girl from Another Planet | Hàm Trần                | Việt Nam |
| Memento Mori: Đất                  | Memento Mori: Earth                 | Marcus Mạnh Cường Vũ    | Việt Nam |
| Nắng 3: Lời hứa của cha            | Sunny 3: The Promise of My Father   | Đồng Đăng Giao          | Việt Nam |
| Nghề siêu dễ                       | Extremely Easy Job                  | Võ Thanh Hòa            | Việt Nam |
| Người cần quên phải nhớ            | What We Forgot to Remember          | Đỗ Đức Thịnh            | Việt Nam |
| Những đứa trẻ trong sương          | Children of the Mist                | Hà Lệ Diễm              | Việt Nam |
| Phượng cháy                        | A Time of Burning Phoenix Flower    | Nguyễn Mạnh Hà          | Việt Nam |
| Sám hối                            | The Living Sandbag                  | Peter Hein              | Việt Nam |
| Tiệc trăng máu                     | Blood Moon Party                    | Nguyễn Quang Dũng       | Việt Nam |
| Tình yêu vô hình                   | Invisible Love                      | Guo Xiang               | Việt Nam |

## Giải thưởng
Liên hoan phim quốc tế Hà Nội lần thứ 6 bao gồm 12 hạng mục giải thưởng. Điện ảnh Việt Nam giành được hai giải thưởng, với Bố già của Trấn Thành và Vũ Ngọc Đãng được trao giải Phim Việt Nam được khán giả yêu thích nhất trong Chương trình phim Việt Nam đương đại, và giải Phim ngắn xuất sắc nhất cho Khu rừng của Páo của đạo diễn Nguyễn Phạm Thành Đạt.
| Phim dài xuất sắc nhất - Paloma (Brazil, Ba Lan) – Marcelo Gomes | Đạo diễn phim dài xuất sắc nhất - Hamid Reza Ghorbani – Ghép tủy (Iran) |
| Diễn viên nam chính phim dài xuất sắc nhất - Mahendra Perera Priyantha Sirikumara, Hemal Ranasinghe, Darshan Dharamaraj, Ashan Dias, Suran Dissanayaka, Dasun Patirana – Maariya: Thiên thần của biển cả (Sri Lanka) - Nguyễn Minh Đức (Đức Misu) – Hoa nhài (Việt Nam) - Babak Hamidian – Ghép tủy (Iran) | Diễn viên nữ chính phim dài xuất sắc nhất - Kiki Sena – Paloma (Brazil, Ba Lan) - Adina Bazhan – Nàng Zere (Kazakhstan) - Dorota Pomykała – Người phụ nữ trên tầng áp mái (Ba Lan, Thụy Điển, Pháp) |
| Giải thưởng của Ban giám khảo dành cho phim dài - Người phụ nữ trên tầng áp mái (Ba Lan, Thụy Điển, Pháp) – Anna Jadowska | Phim ngắn xuất sắc nhất - Khu rừng của Páo (Việt Nam) – Nguyễn Phạm Thành Đạt |
| Đạo diễn phim ngắn xuất sắc nhất - Surya Shahi – Những bánh xe buýt (Nepal) | Đạo diễn trẻ triển vọng cho phim ngắn (từ 18 đến 35 tuổi) - Trương Thế Thiện – Hành lang ký ức (Việt Nam)                                                                                           |
| Giải Mạng lưới khuyến khích điện ảnh châu Á (NETPAC) - Kẻ phản diện (Philippines) – Adolfo B. Alix, Jr. - Ghép tủy (Iran) – Hamid reza Ghorbani | Phim Việt Nam được khán giả yêu thích nhất trong Chương trình phim Việt Nam đương đại - Bố già (Việt Nam) – Trấn Thành, Vũ Ngọc Đãng                                                                |
| Giải nhất Chợ dự án phim - Chúa đất (Việt Nam) – Đỗ Thanh Sơn | Giải thưởng của Ban giám khảo Chợ dự án phim - Chachacha (Việt Nam) – Đỗ Quốc Trung |
| Bằng khen của Ủy ban nhân dân thành phố Hà Nội đối với đạo diễn bộ phim có nội dung đóng góp vào sự nghiệp xây dựng, phát triển kinh tế, xã hội, quốc phòng, an ninh của thành phố Hà Nội - Đặng Nhật Minh – Hoa nhài (Việt Nam)                                                                           | |